# Joseph Chiles
Joseph Ballinger Chiles (* 16. Juli 1810 im Clark County, Kentucky, USA; † 25. Juni 1885 im Napa Valley, Kalifornien, USA), später in spanischer Sprache auch bekannt als José B. Chiles, war ein US-Offizier und kalifornischer Pionier.

## Biografie
Joseph Ballinger Chiles wurde 1810 im Clark County in Kentucky geboren. Er konnte seine Abstammung bis zu Walter Chiles zurückverfolgen, der 1637 von England nach Virginia ausgewandert war. Joseph Chiles zog um 1830 nach Missouri und kämpfte als Offizier für die US-Armee in den Seminolenkriegen. Zurück in Missouri wurde er für einige Zeit Friedensrichter im Jackson County. Mit seiner Frau Mary Ann Stevenson hatte Chiles vier Kinder.
Im Jahr 1841 war Chiles verwitwet. Er brachte seine Kinder bei Verwandten unter, um sich der Bartleson-Bidwell Party anzuschließen, die als erster Siedlertreck auf dem Landweg von Missouri nach Alta California zog. In Kalifornien kam Chiles ins Napa Valley und blieb bei einem Bekannten aus Missouri. Bei diesem Besuch sah Chiles zum ersten Mal das zukünftige Chiles Valley und beschloss, nach Missouri zurückzukehren, um sich um einige Geschäfte zu kümmern und schließlich nach Kalifornien zurückzukommen, um in dem Tal ein Haus zu bauen und dort zu leben.
Insgesamt reiste Chiles siebenmal von Missouri nach Kalifornien; für den Treck von 1843 heuerte er Joseph R. Walker als Führer an. Chiles wurde mexikanischer Staatsbürger, erwarb das Gebiet des Chiles Valley von der mexikanischen Regierung für 10 Dollar, betrieb Viehzucht und errichtete zwischen 1845 und 1846 die erste Getreidemühle in Nordkalifornien. Als Nebenprodukt stellt er Whisky aus Weizen her, für dessen Verkauf er eine Lizenz erhielt. Zusammen mit Jerome C. Davis, nach dem die Stadt Davis benannt wurde, betrieb Chiles eine Fähre über den Sacramento River.
1855 heiratete Joseph Chiles in Missouri Margaret Jane Garnhart und brachte sie und seine Kinder nach Kalifornien. Mit seiner zweiten Frau hatte Chiles sechs weitere Kinder. Chiles’ Geschäftspartner Davis heiratete Mary Chiles, eine der Chiles-Töchter aus erster Ehe.
Chiles war ein guter Freund von John C. Frémont, den er unterstützte und dessen Kinder er 1948 nach Kalifornien brachte.
Colonel Joseph Ballinger Chiles starb am 25. Juni 1885 im Napa Valley, kurz vor seinem 75. Geburtstag. Er wurde auf dem Saint Helena Cemetery im Napa Valley bestattet.